# Meri Kuri
Meri Kuri – czternasty japoński i jednocześnie trzeci koreański singel koreańskiej piosenkarki BoA Kwon. Wyszedł w tym samym dniu w obu krajach.

## Lista utworów
| 01 | Meri Kuri                         | メリクリ                         |
| 02 | MEGA STEP                         | -                                |
| 03 | THE CHRISTMAS SONG                | -                                |
| 04 | Meri Kuri (wersja instrumentalna) | メリクリ (wersja instrumentalna) |
| 05 | MEGA STEP (wersja instrumentalna) | -                                |

| 01 | Merry-Chri                         | 메리-크리                         |
| 02 | MEGA STEP                          | -                                 |
| 03 | THE CHRISTMAS SONG                 | -                                 |
| 04 | Merry-Chri (wersja instrumentalna) | 메리-크리 (wersja instrumentalna) |
| 05 | MEGA STEP (wersja instrumentalna)  | -                                 |